# St. Franziskus (Miesbach)

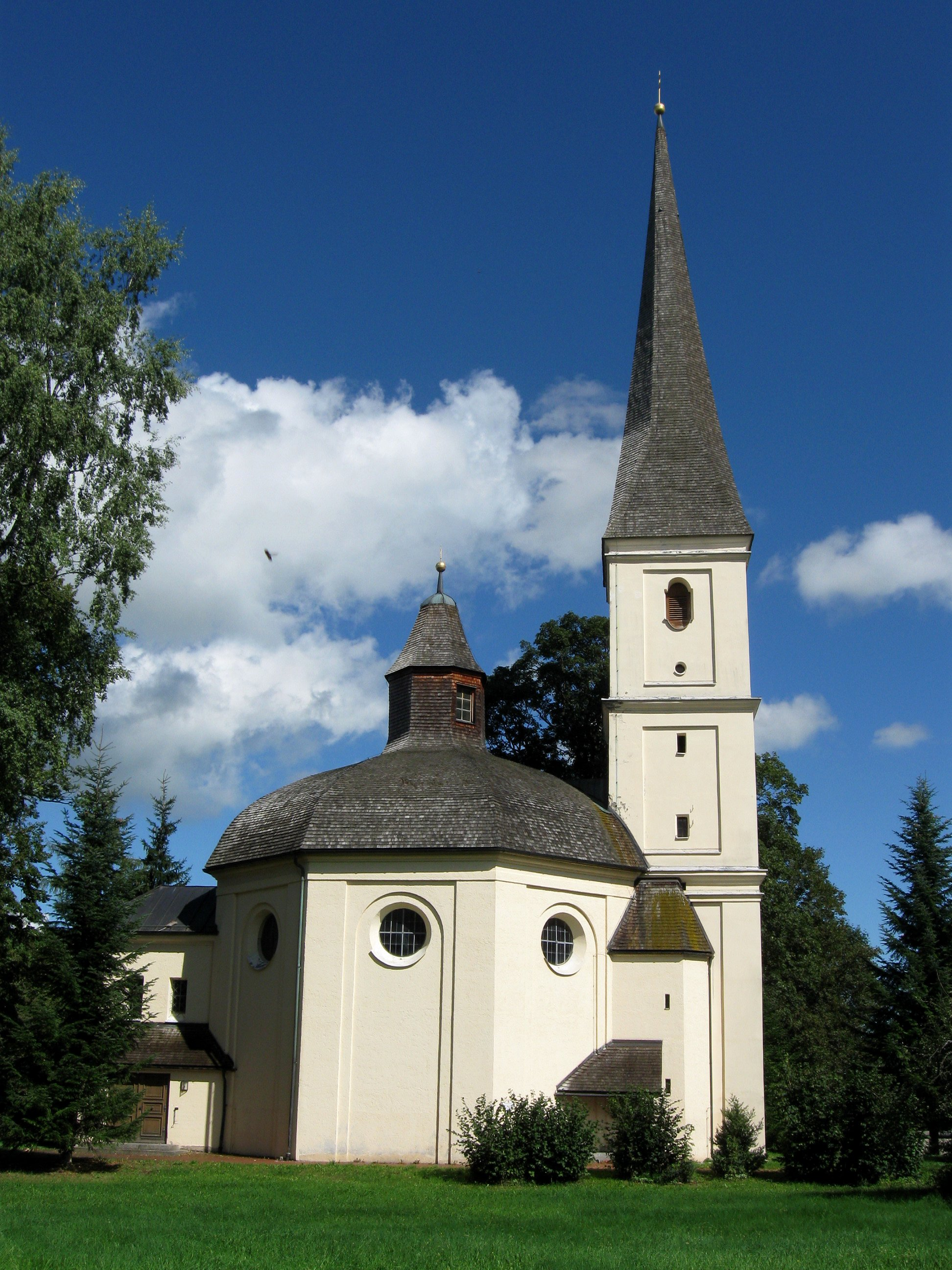
St. Franziskus in Miesbach

Die römisch-katholische Portiunkulakirche St. Franziskus steht in der Kreisstadt Miesbach im Landkreis Miesbach. Sie ist in der Liste der Baudenkmäler in Miesbach unter der Nummer D-1-82-125-53 eingetragen. Die Kirche gehört zum Dekanat Miesbach im Erzbistum München und Freising.

## Beschreibung
Das  nach einer Kapelle in Assisi benannte Oktogon wurde 1659 errichtet und später mehrfach verändert. Der mit einem spitzen Helm bedeckte Kirchturm wurde im Osten beigestellt. Der dreiseitig geschlossene Chor wurde 1901 im Westen angebaut. 
Der Zentralbau ist im Inneren mit einem Klostergewölbe überspannt, außen mit einer Kuppel, die von einer Laterne gekrönt ist. Die 1861/62 geschaffene romantisch-historisierende Ausmalung des Innenraums wurde um 1960 beseitigt und im Rahmen einer Innenrenovierung 1989 wieder freigelegt. Das von Alois Dirnberger bemalte Altarretabel wurde 1989 wieder aufgestellt.

## Orgel

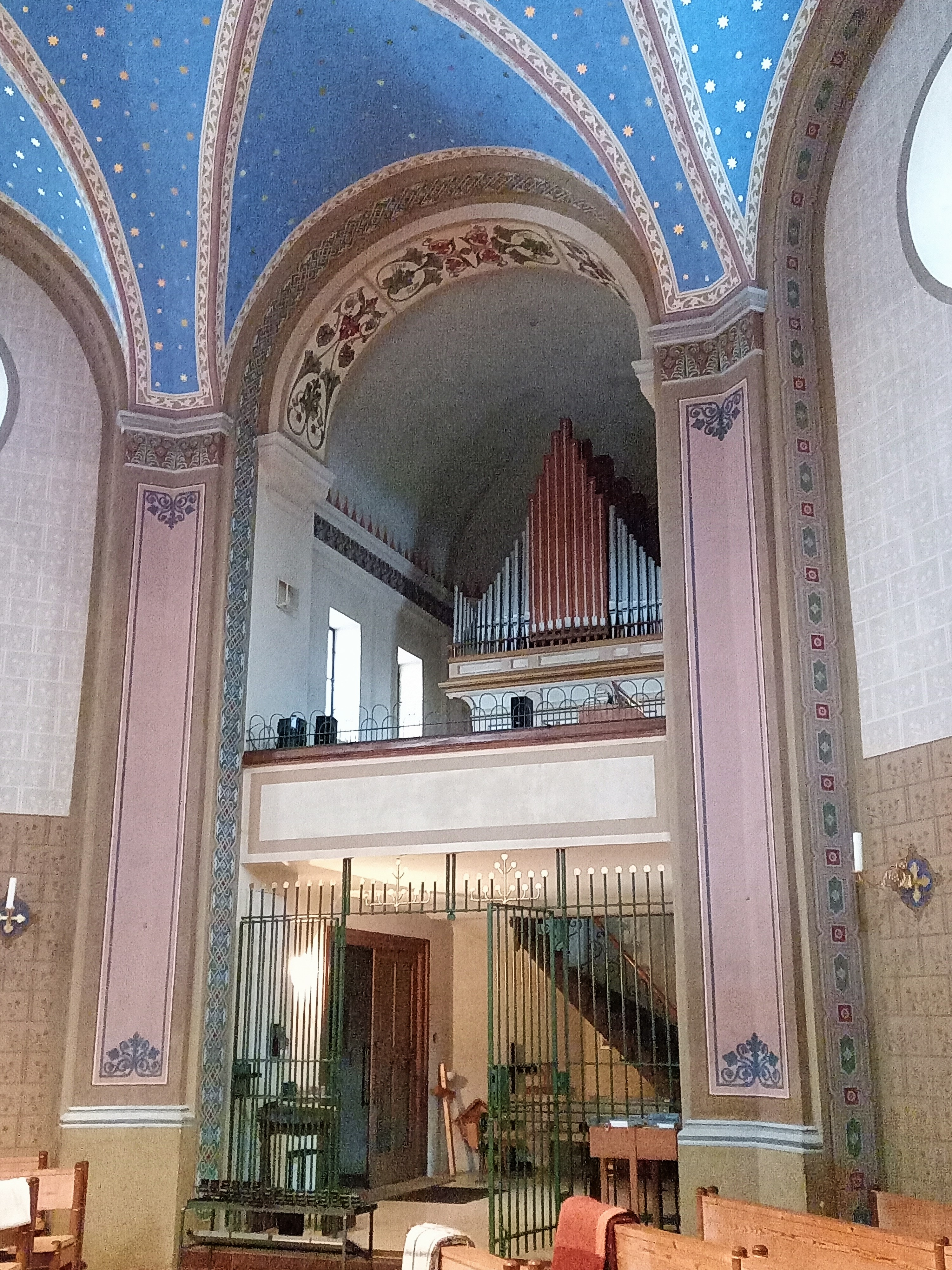
Innenansicht mit Zeilhuber-Orgel

Die Orgel mit fünf Registern auf einem Manual und Pedal wurde 1970 von Zeilhuber unter Verwendung von Teilen der Vorgängerorgel von Franz Borgias Maerz aus dem Jahr 1903 erbaut. Sie verfügt über Kegelladen mit einer elektro-pneumatischen Traktur sowie einen Freipfeifenprospekt. Die Disposition lautet:
| Manual C–f3  |         |
| Gedackt      | 8′      |
| Weidenpfeife | 8′      |
| Principal    | 4′      |
| Oktave II    | 2′ + 1′ |

| Pedal C–d1 |     |
| Untersatz  | 16′ |

- Koppel: Man/Ped
- Spielhilfe: Tutti